# Niobe
Niobe er en dødelig kvinde i den græske mytologi. Hun er datter af Tantalos og Euryanassa, Eurythemista, Clytia, Dione, eller Laodice. Hun var gift med Amphion fra Theben. Hun fik 14 børn, 7 drenge og 7 piger. De blev kaldt Niobider Niobe pralede med det over for Leto der kun havde to, tvillingerne Artemis og Apollon. Apollon dræbte Niobes sønner, mens de trænede atletik, og Artemis dræbte hendes døtre. (Apollon ville egentlig have skånet den sidste søn, men da havde han allerede sluppet pilen.) Til drabene brugte Artemis og Apollon forgiftede pile og i nogle udgaver bliver et antal af Niobes børn skånet (oftest Chloris).
Amphion begik ved synet af sine dræbte sønner enten selvmord eller blev dræbt af Apollon efter at have svoret hævn. 
En knust Niobe flygtede til Sipylus i Lydien, Lilleasien og blev forvandlet til sten mens hun græd eller begik selvmord. 

I bjerget Sipylus kan anes et kvindeansigt, som de lokale tilskrev Broteas og tolkede som Niobe, der var blevet til sten. Det siges at stenen græder når det er sommer, en forklaring kunne være at den er lavet af porøs kalksten hvor vandet kan sive igennem. 
Historien om Niobe er fra gammel græsk tid. Hun er nævnt af Achilles overfor Priamos i Homers Iliade, som et særkende for sorg. Priamos er nemlig selv i sorg over sin søn Hector som er blevet dræbt men har ligget ubegravet i mange dage. 
Niobe er også nævnt i Sofokles Antigone, hvor Antigone sammenligner sin ensomhed med Niobes, mens hun vandrer mod sin død. Stykket Niobe af Aeschylus er bevaret i små brudstykker og en papyrus der indeholder 21 linjer af stykket. Ud fra stykkerne lader det til, at i den første del af stykket sidder Niobe tavs og tilhyllet. Sofokles udgav også en Niobe som er gået tabt. Drabet på Niobes børn (Niobiderne) og Niobes fald er et yndet motiv blandt attiske vasemalere og inspirerede skulptører og vægmalere.
Niobes klassiske tårer nævnes også i Hamlets monolog (1 akt, scene 2)hvor han sammenligner sin mors sorg over 
kongens (hans far) død. "ligesom Niobe, alle tårer/eng. Like Niobe, all tears" 

## Andre Niober i den græske mytologi
Aedon var dronning i Theben og forsøgte at dræbe Niobes søn pga. rivalisering. Niobe var også hendes svigerinde.
En anden Niobe var datter af Phoroneus som var den første dødelige kvinde der fik et barn med Zeus, Argus. Argus grundlagde senere byen Argos. Et andet barn Pelasgus nævnes nogen gange som en tvilling til Argus. Denne Niobe levede mange generationer før den Niobe som var datter af Tantalos.